# مقاطعة ويبير (يوتا)
مقاطعة ويبير (بالإنجليزية: Weber County)‏ هي إحدى مقاطعات ولاية يوتا في الولايات المتحدة الأمريكية.